# Droga krzyżowa

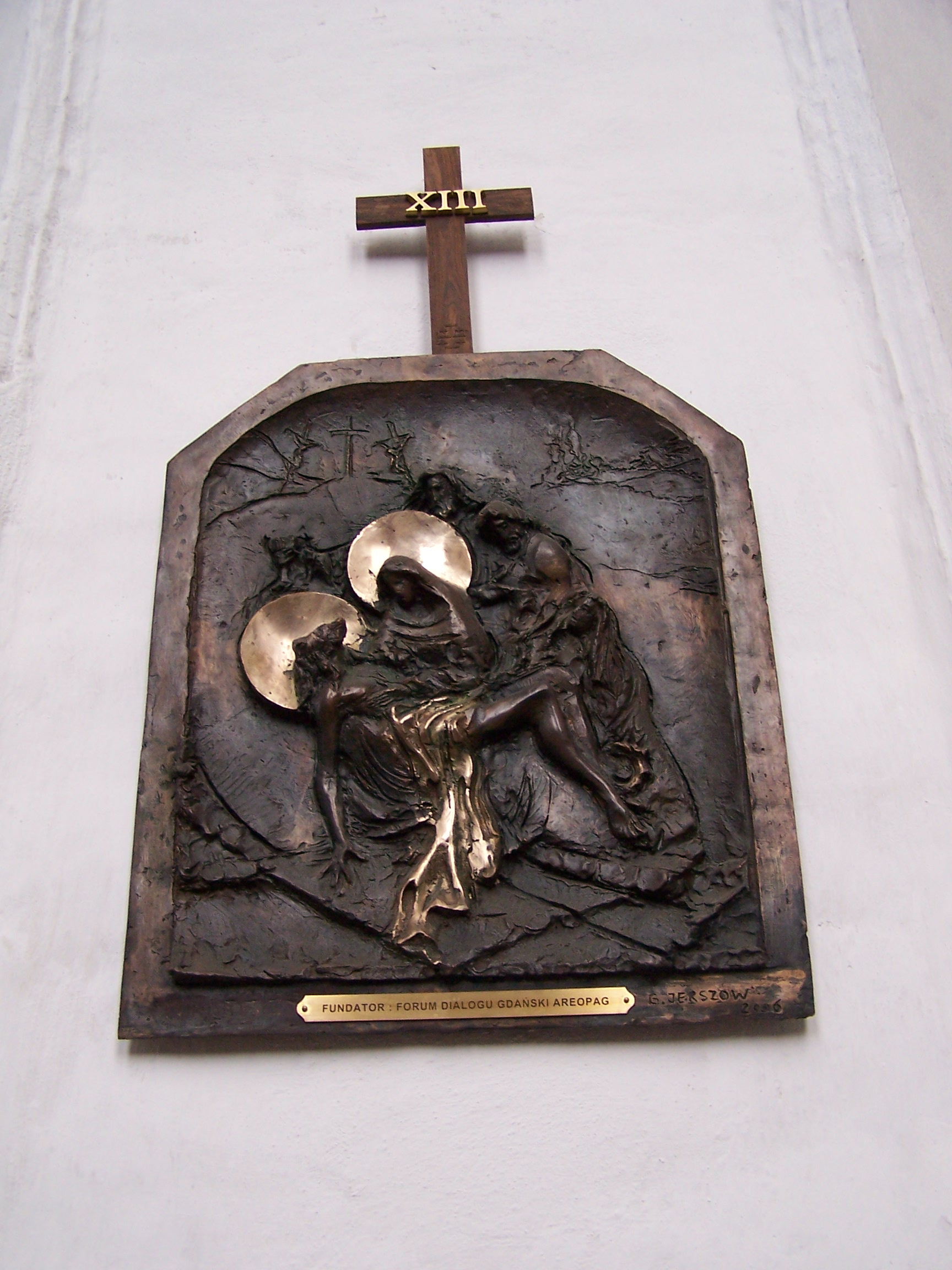
Stacja XIII w bazylice NMP w Gdańsku autorstwa Giennadija Jerszowa

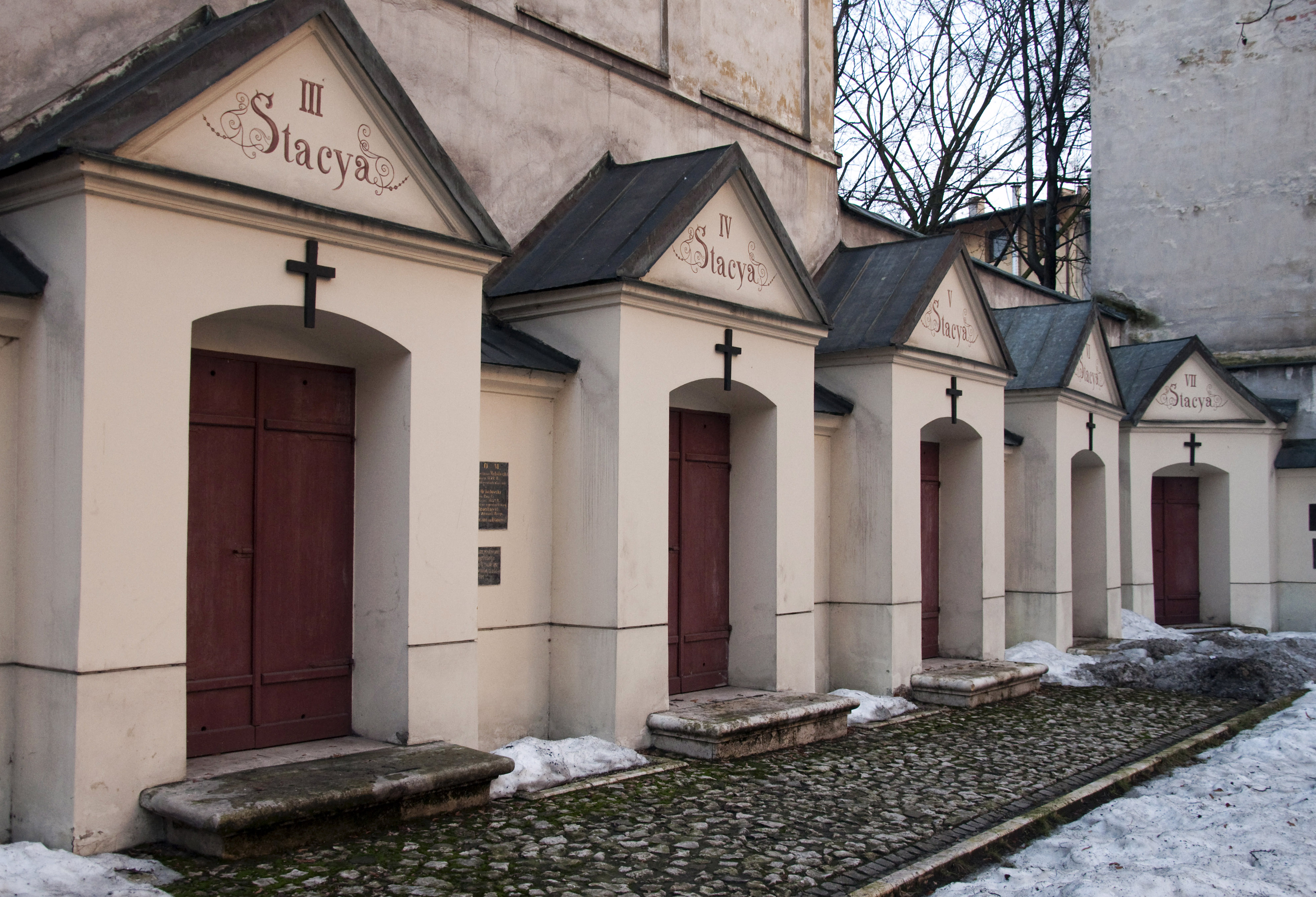
Stacje przy kościele św. Kazimierza Królewicza w Krakowie

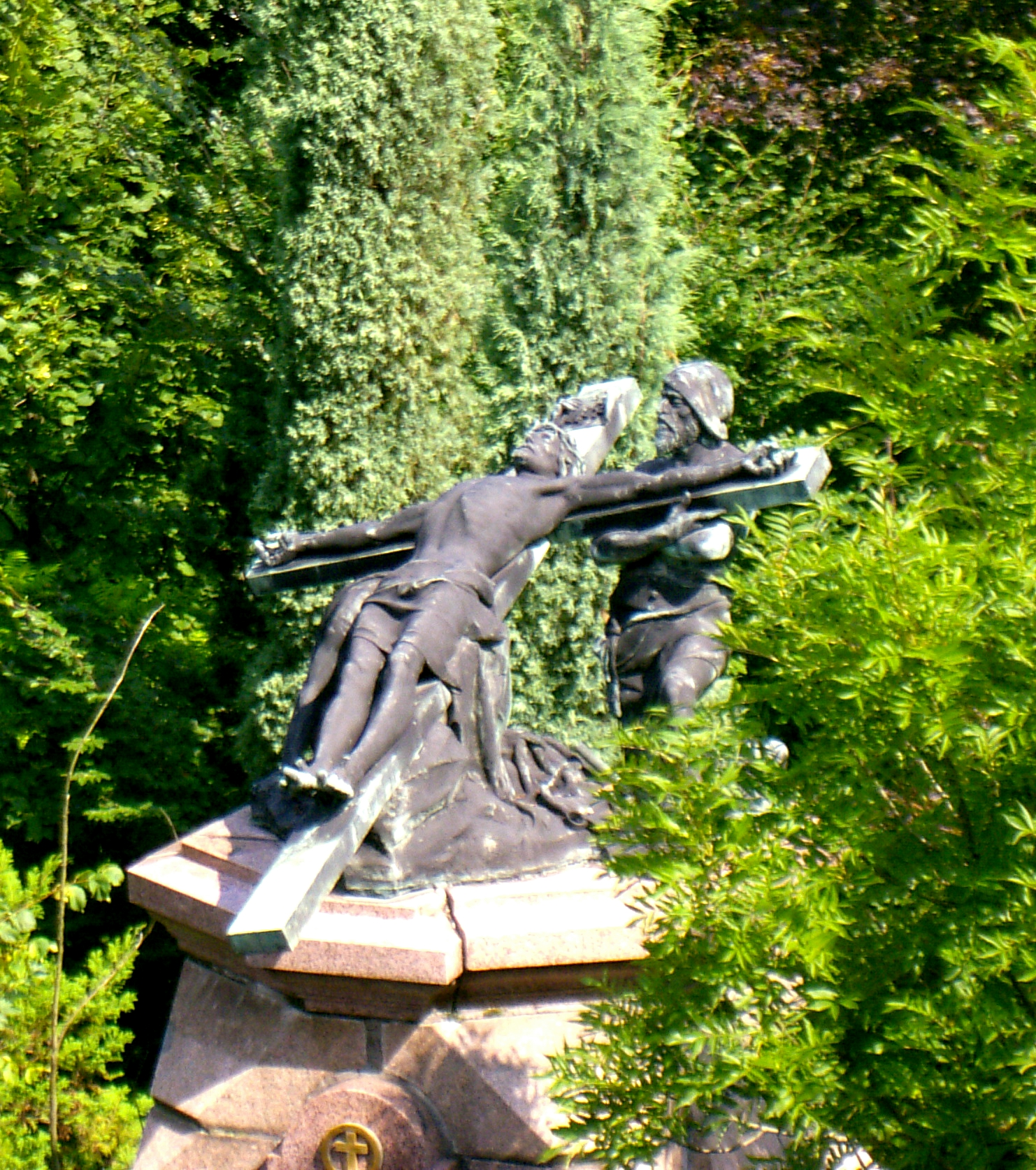
Jedna ze stacji na Jasnej Górze

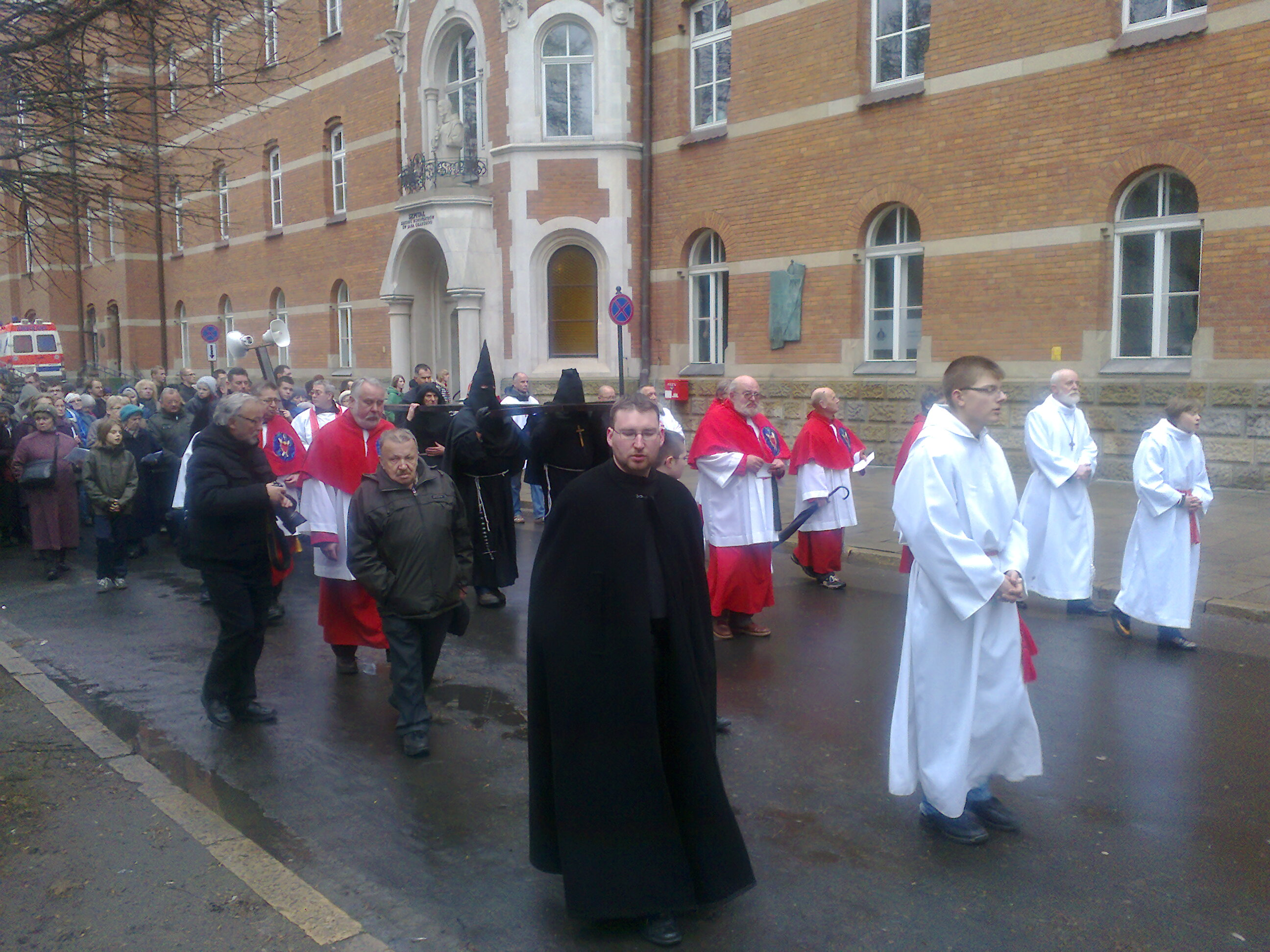
Droga krzyżowa na krakowskim Kazimierzu

Droga krzyżowa (łac. via crucis) – w Kościołach katolickich nabożeństwo wielkopostne o charakterze adoracyjnym, którego celem jest wzbudzenie żalu i współodczuwanie ostatnich i najboleśniejszych cierpień Jezusa Chrystusa oraz duchowe towarzyszenie mu w symbolicznym odtworzeniu drogi  na śmierć i złożenia go do grobu. 
Nazwa ta używana jest też w kontekście samej męki Chrystusa, nabożeństwa rozważania stacji drogi krzyżowej, przedstawienia pasyjnego oraz czwartej tajemnicy części bolesnej różańca.

## Historia
Tradycja odprawiania drogi krzyżowej powstała w Jerozolimie (Via Dolorosa). Na jej powstanie niewątpliwie wpłynął fakt odnalezienia Krzyża św., pielgrzymki wiernych do Jerozolimy jako miejsca związanego z życiem i śmiercią Chrystusa oraz pragnienie odtworzenia męki Chrystusa dla tych, którzy nie mogli pielgrzymować do Jerozolimy. W średniowieczu rozpowszechnili ją franciszkanie, którzy oprowadzając pątników, zatrzymywali się przy stacjach przedstawiających historię śmierci Jezusa. 
Jako pierwszy 14 stacji wprowadził w 1741 roku św. Leonard z Porto Maurizio, który też za zgodą papieża Benedykta XIV założył drogę krzyżową w rzymskim Koloseum. Papież ten w tym samym roku wydał specjalne Breve, na mocy którego stacje drogi krzyżowej zaczęto erygować w kościołach parafialnych (św. Leonard osobiście erygował 571 dróg krzyżowych w kościołach na terenie Italii). Nabożeństwo to szczególnie rozwinęło się w Holandii i Włoszech; praktykowało go wielu świętych. Św. Jan Paweł II odprawiał drogę krzyżową w każdy piątek przez cały rok i codziennie w wielkim poście. 
W kościołach katolickich droga krzyżowa oznaczona jest 14 krzyżami, rozmieszczonymi najczęściej na ścianach bocznych świątyni; dodatkowo może być przedstawiona w obrazach lub rzeźbach. Stacje drogi krzyżowej to nie tylko odtworzenie wydarzeń z ostatnich dni Chrystusa. Mają one swą bogatą symbolikę. Dla katolików są również podstawą rozważań medytacyjnych.
Stacje drogi krzyżowej umieszczane są także na plenerowych kalwariach, na które składają się zespoły kościołów lub kaplic, symbolizujących stacje męki Pańskiej (często jest ich więcej, niż 14). Zakładane są zazwyczaj na wzgórzach, tak by przypominały swym położeniem Jerozolimę.
Nową formą odprawiania drogi krzyżowej w Polsce, powstałą w XXI w., jest ekstremalna droga krzyżowa (EDK), zainicjowana w 2009 r. w Krakowie przez ks. Jacka Stryczka. Do 2017 roku odbyło się 9 edycji tego wydarzenia, które corocznie organizowane jest w okresie Wielkiego Postu w ponad 100 miastach Polski. EDK polega na przejściu co najmniej 40 km trasy, na której rozmieszczonych jest 14 stacji drogi krzyżowej. Uczestnicy przechodzą nocą w milczeniu trasę, rozważając stacje drogi krzyżowej według przygotowywanych corocznie przez organizatorów materiałów. Nowa forma drogi krzyżowej zdobywa z roku na rok coraz większą popularność. W 2015 r. na EDK wyruszyło 11 tys. osób, rok później, czasie 8 edycji udział wzięło ok. 26 tys.osób. W roku 2017 według organizatorów ekstremalną drogę krzyżową przeszło ok. 52 tys. uczestników na 457 różnych trasach w 252 miastach Europy.
Do nowych form odprawiania drogi krzyżowej zaliczyć można również Muzyczną drogę krzyżową na chór mieszany i orkiestrę, z muzyką autorstwa Michała Biechowskiego i słowami Doroty Barwińskiej, pod kierownictwem dyrygenta Mateusza Lewandowskiego. Muzyczna droga krzyżowa Biechowskiego jest wykonywana cyklicznie w formie muzycznego wydarzenia sakralnego od 2015 roku w świątyniach województwa kujawsko-pomorskiego.

## Stacje drogi krzyżowej
Pośród tradycyjnych stacji drogi krzyżowej tylko osiem jest opisanych w Biblii. Pozostałe (3, 4, 6, 7 i 9) przekazała tradycja Kościoła. W szczególności nic nie wskazuje na to, że stacja 6. była znana przed średniowieczem. Z kolei stacja 13. (zdjęcie z krzyża i złożenie na łonie Maryi) jest rozwinięciem zapisu biblijnego, według którego Józef z Arymatei ściągnął ciało Jezusa z krzyża i pogrzebał je.
Formę nabożeństwa reguluje czwarte wydanie Enchiridion Indulgentiarum (promulgowane przez Pawła VI):
1. Pobożne ćwiczenia należy odprawiać przed stacjami drogi krzyżowej prawnie erygowanymi.
2. Do erygowania prawdziwej drogi krzyżowej wymaga się 14 stacji krzyżów, przy których zwykło się zamieszczać z pożytkiem tyleż obrazów przedstawiających stacje jerozolimskie.
3. Zgodnie z powszechnie przyjętym zwyczajem pobożna praktyka składa się z czternastu pobożnych czytań, do których dodaje się pewne wezwania modlitewne.

### Porządek nabożeństwa

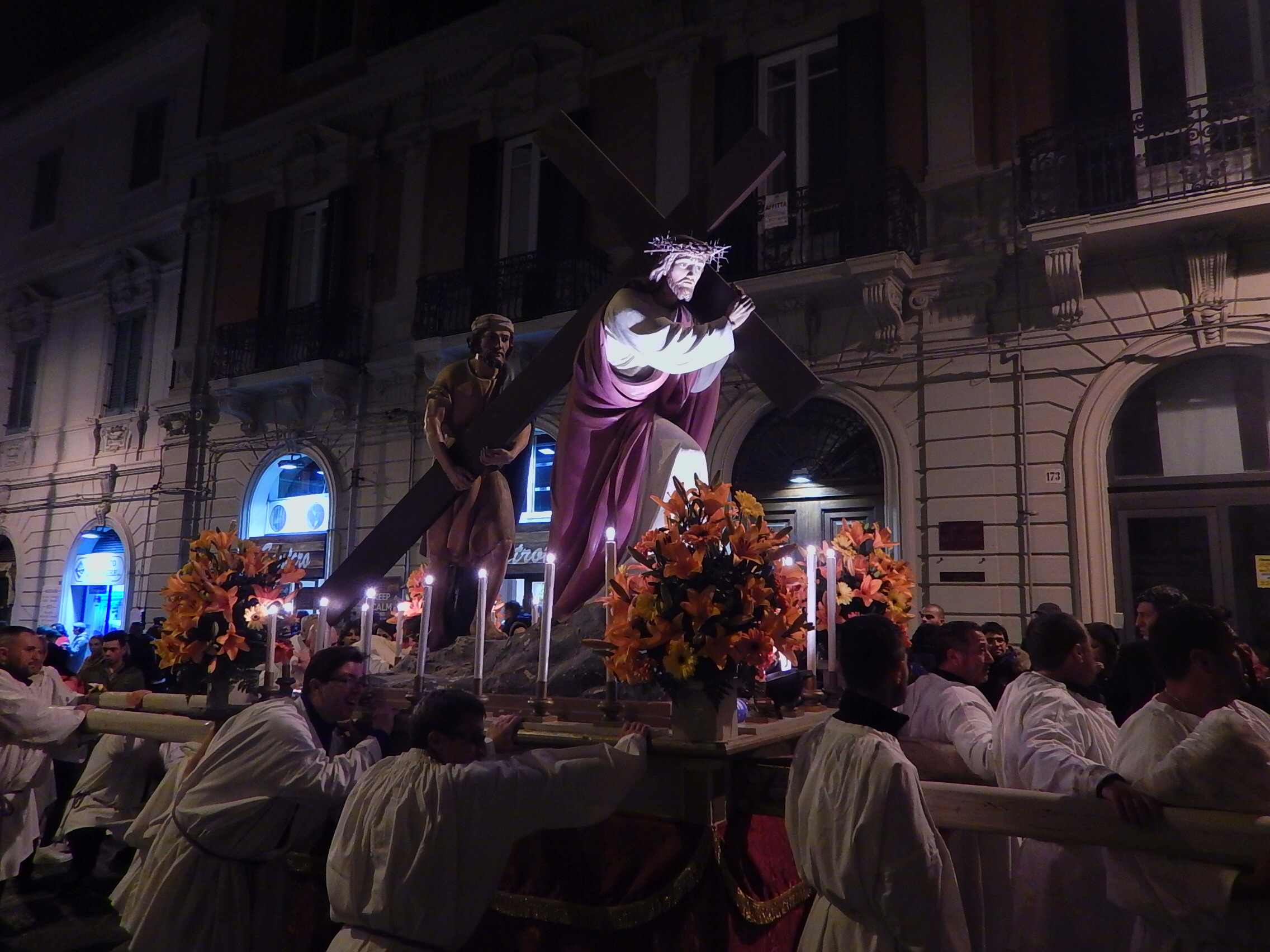
Procesja „delle Barette”, która odbywa się w Mesynie na Sycylii w każdy Wielki Piątek od XV wieku

Podczas nabożeństw drogi krzyżowej ministranci z krzyżem i świecami wraz z wiernymi przechodzą od stacji do stacji. Przy każdej stacji prowadzący mówi: Stacja pierwsza (druga, trzecia itp.), po czym wymienia zapisane w tradycji katolickiej kolejne stacje drogi krzyżowej: 
1. Pan Jezus skazany na śmierć.
2. Pan Jezus bierze krzyż na ramiona.
3. Pan Jezus upada po raz pierwszy.
4. Pan Jezus spotyka swoją Matkę.
5. Szymon z Cyreny pomaga nieść krzyż Jezusowi.
6. Święta Weronika ociera twarz Pana Jezusa.
7. Pan Jezus upada po raz drugi.
8. Pan Jezus napomina płaczące niewiasty.
9. Pan Jezus upada po raz trzeci.
10. Pan Jezus z szat obnażony.
11. Pan Jezus przybity do krzyża.
12. Pan Jezus umiera na krzyżu.
13. Pan Jezus zdjęty z krzyża.
14. Pan Jezus złożony do grobu[9].

Następnie uczestnicy nabożeństwa klękają i na wezwanie prowadzącego: Kłaniamy Ci się, Panie Jezu Chryste, i błogosławimy Tobie odpowiadają: Żeś przez Krzyż i Mękę swoją świat odkupić raczył, albo: Żeś przez Krzyż swój święty świat odkupić raczył.
Następuje rozważanie danej stacji.
Po rozważaniu prowadzący mówi: Zmiłuj się nad nami, Panie. Wszyscy odpowiadają: Zmiłuj się nad nami.
Następnie śpiewa się pieśń: Któryś za nas cierpiał rany, Jezu Chryste zmiłuj się nad nami (po stacji 4.: I ty któraś współcierpiała, Matko Bolesna zmiłuj się nad nami), w czasie której przechodzi się do kolejnej stacji. 
Inna wersja zakończenia:
Prowadzący mówi: Któryś za nas cierpiał rany, wszyscy odpowiadają: Jezu Chryste zmiłuj się nad nami.
Do kolejnej stacji przechodzi się w milczeniu.

### Biblijne stacje drogi krzyżowej

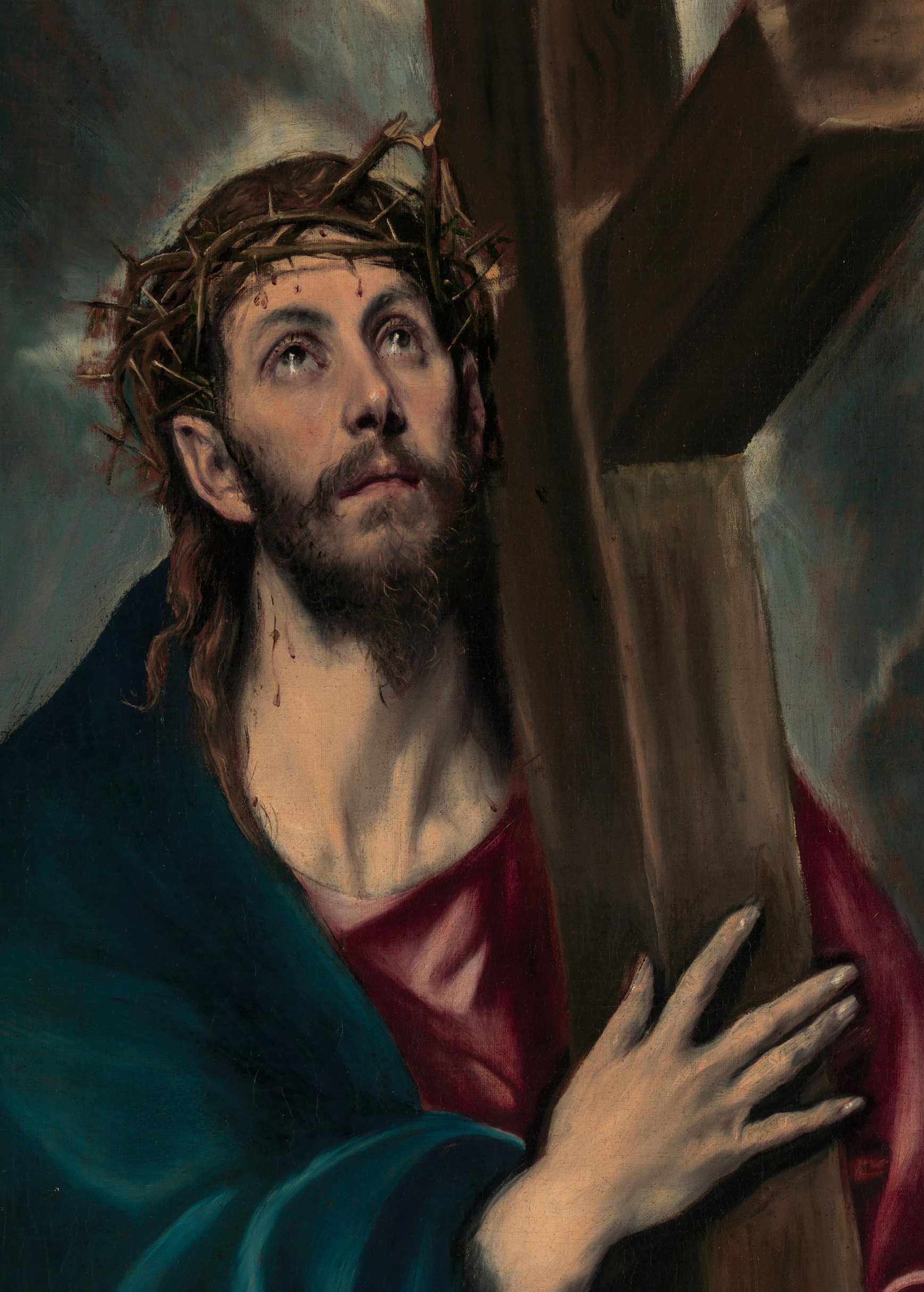
Chrystus niosący krzyż, obraz El Greco, Metropolitan Museum of Art Nowy Jork

W Wielki Piątek 1991 papież Jan Paweł II zainicjował nową formę nabożeństwa, nazwanego biblijną drogą krzyżową. Kilkukrotnie celebrował drogę krzyżową w tej formie w Koloseum. Ta wersja została oparta wyłącznie na Piśmie Świętym.
W 2007 papież Benedykt XVI zatwierdził tę listę stacji do medytacji i publicznego odprawiania.
Stacje biblijnej drogi krzyżowej:
1. Jezus w ogrodzie Oliwnym.
2. Jezus zdradzony przez Judasza.
3. Jezus skazany przez Sanhedryn.
4. Piotr wypiera się Jezusa.
5. Jezus sądzony przez Piłata.
6. Jezus biczowany i koronowany cierniem.
7. Jezus bierze krzyż na swe ramiona
8. Szymon z Cyreny pomaga nieść krzyż Jezusowi.
9. Jezus spotyka niewiasty jerozolimskie.
10. Jezus przybity do krzyża.
11. Jezus obiecuje swoje Królestwo żałującemu łotrowi.
12. Matka i umiłowany uczeń pod krzyżem Jezusa.
13. Jezus umiera na krzyżu.
14. Jezus zdjęty z krzyża i złożony do grobu.

## Odpust za odprawienie drogi krzyżowej
Zgodnie z "Wykazem odpustów Kościoła Katolickiego", zatwierdzonym Dekretem Papieża Pawła VI w dniu 29 czerwca 1968 r., za odprawienie drogi krzyżowej można uzyskać odpust zupełny. Oprócz spełnienia zwykłych warunków dla uzyskania odpustu trzeba:

a) odprawiać to ćwiczenie w miejscu, gdzie jest prawnie założona droga krzyżowa (w kościele, na placu przykościelnym itp.);

b) rozważać Mękę Pana Jezusa (treścią rozmyślania nie muszą być kolejne stacje);

c) przechodzić od jednej do drugiej stacji. Jeżeli drogę krzyżową odprawia się publicznie i trudno jest wszystkim wiernym przechodzić od stacji do stacji, wystarczy gdy przechodzi prowadzący to nabożeństwo lub osoba z krzyżem, a inni wierni pozostają na swoim miejscu. Kto w ten sposób, z powodu słusznej przeszkody, np. choroby, podróży, zamknięcia kościoła itp. nie może odprawić drogi krzyżowej wg podanych warunków – zyskuje odpust zupełny, jeśli przynajmniej przez pół godziny odda się pobożnemu czytaniu albo rozważaniu męki Pana Jezusa.